# ポスタ
ポスタ（伊: Posta）は、イタリア共和国ラツィオ州リエーティ県にある、人口約600人の基礎自治体（コムーネ）。

## 地理

### 位置・広がり
リエーティ県北東部に位置するコムーネ。ポスタの村は、アマトリーチェから南西へ20km、県都リエーティから北東へ約24km、テルニから東へ約38km、州都・首都ローマから北東へ約85kmの距離にある。

#### 隣接コムーネ
隣接するコムーネは以下の通り。括弧内のAQはラクイラ県所属を示す。
- ボルボーナ
- チッタレアーレ
- レオネッサ
- ミチリアーノ
- モンテレアーレ (AQ)

### 気候分類・地震分類
ポスタにおけるイタリアの気候分類 (it) および度日は、zona E, 2734 GGである。
また、イタリアの地震リスク階級 (it) では、zona 1 (sismicità alta) に分類される。

## 行政

### 分離集落
ポスタには、以下の分離集落（フラツィオーネ）がある。
- Bacugno, Figino, Fontarello, Picciame, Steccato, Villa Camponeschi, Laculo, Cerqua, Favischio, Sigillo